# معبد چونگ رونگسا
معبد بودایی چونگرونگسا (کره ای: 정릉사) یک ساختمان معبد تاریخی در کره شمالی است که در ریونگسان-ری، ریوکپو-گویوک، پیونگ یانگ واقع شده است. بر اساس تحقیقات و بررسی‌های گسترده، تخمین زده می‌شود که این بنا از قرن پنجم وجود داشته است. این معبد نقش مهمی دارد زیرا به عنوان یک منبع مطالعاتی مرجع در ساخت معابد گوگوریو مورد استفاده قرار گرفته است. علاوه بر این، این معبد یک بنای تاریخی یا گنجینه ملی کره شمالی است. در این مکان معابد و بتکده‌هایی وجود دارد و هر دو به عنوان بخشی از بناهای تاریخی ملی کره شمالی ثبت شده‌اند.

## پیشینه
یک بتکده هشت ضلعی هفت طبقه در حیاط مرکزی معبد ساخته شده است. سه تالار طلایی در اطراف بتکده قرار دارند؛ این چیدمان با سه تالار در اطراف یک بتکده، به عنوان یک استاندارد در پیونگ یانگ به عنوان پایتخت گوگوریو تبدیل شد. یک بتکده چوبی اصلی در محوطه وجود داشت که بعداً با یک بتکده سنگی که به شکل بتکده چوبی ساخته شده بود، جایگزین شد. این مکان در سال‌های ۱۹۷۴ و ۱۹۷۵ توسط دانشگاه جامع کیم ایل سونگ حفاری شد.

## بازنمود سازه
این صومعه سازه‌ای بزرگ است که از شرق به غرب ۲۲۳ متر و از شمال به جنوب ۱۳۲٫۸ متر طول دارد. بر اساس کاوش‌های انجام شده در حدود سال ۲۰۰۲، این صومعه از چندین محوطه تشکیل شده بود که توسط یک ایوان از هم جدا می‌شدند. تقریباً ۲۰ ساختمان در این محوطه‌ها یافت شد که همگی اهداف مختلفی داشتند و در زمان‌های مختلف ساخته شده بودند.
یک پایه سنگی هشت ضلعی در مرکز مجموعه با اضلاع ۸٫۴ متر قرار دارد و گمان می‌رود که پایه بتکده باشد. این پایه توسط سه تالار طلایی احاطه شده است که هر کدام بر روی پایه‌ای به ابعاد ۲۰ متر در ۱۴ متر قرار دارند. یک دروازه در امتداد ایوان جنوبی، به عرض سه دهانه و عمق دو دهانه، در سازه تعبیه شده است. در پشت محوطه، بقایای یک سازه مستطیل شکل بزرگ، به طول بیش از ۲۰ متر که در ایوان شمالی تعبیه شده است، گمان می‌رود که یک تالار سخنرانی باشد.
در دو طرف تالار میانی، دو ساختمان مربع شکل قرار داشت که گمان می‌رود تالار سوترا و یک برج ناقوس باشند. هیچ‌کدام از این سازه‌ها در اسناد آن دوره ذکر نشده‌اند؛ گمان می‌رود هر دو بعداً به مجموعه اضافه شده باشند

## نگارخانه

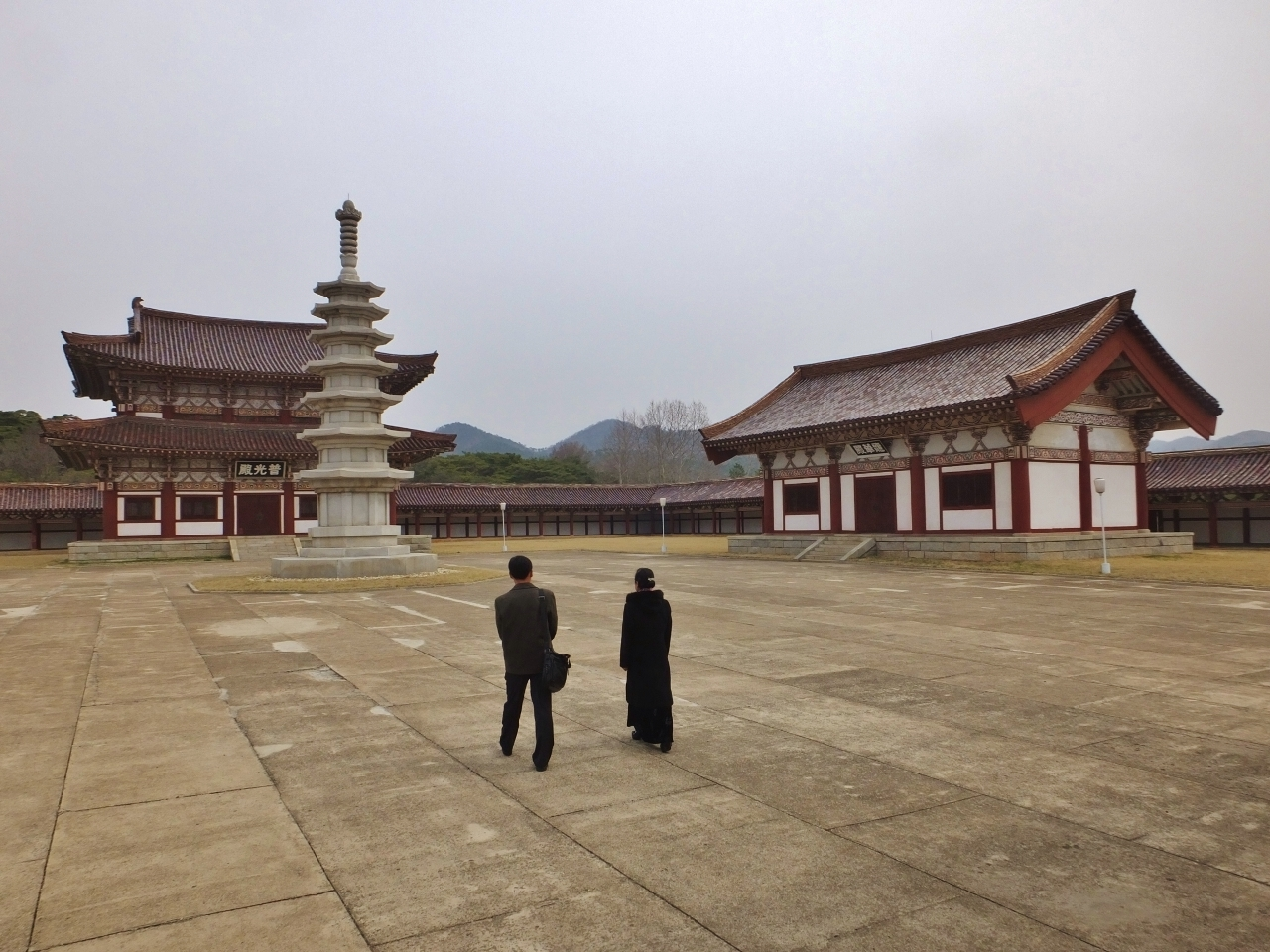
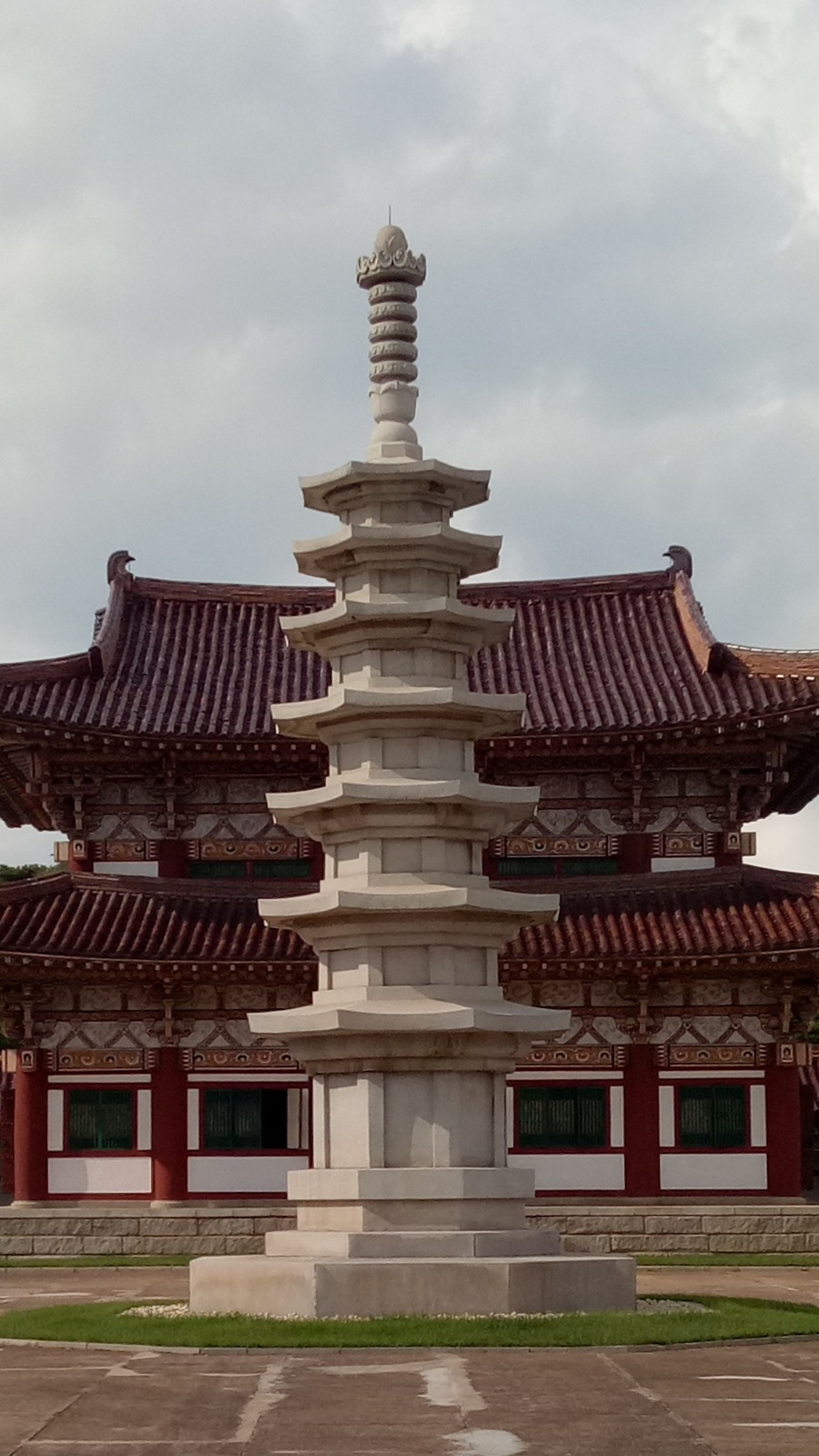
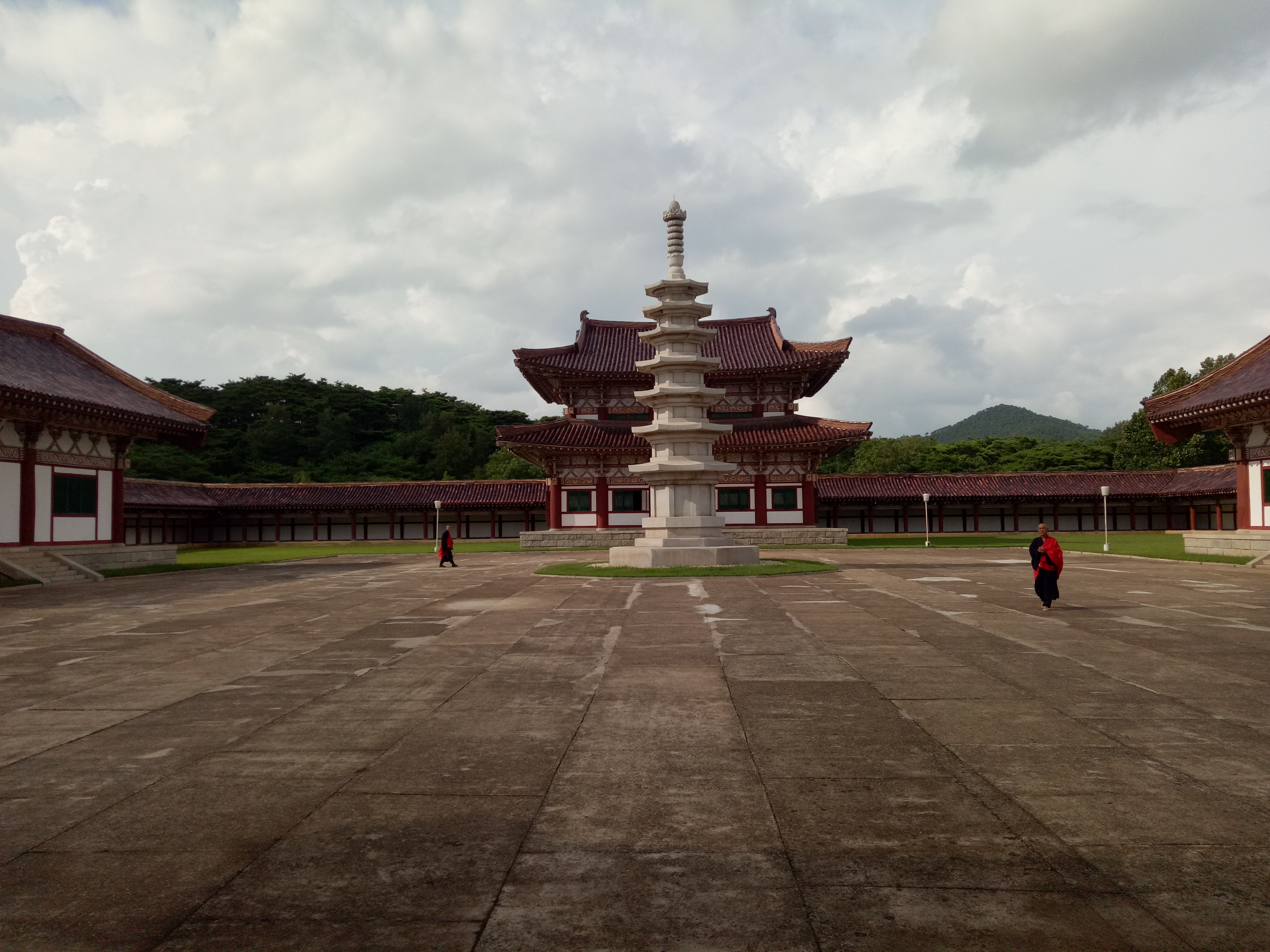
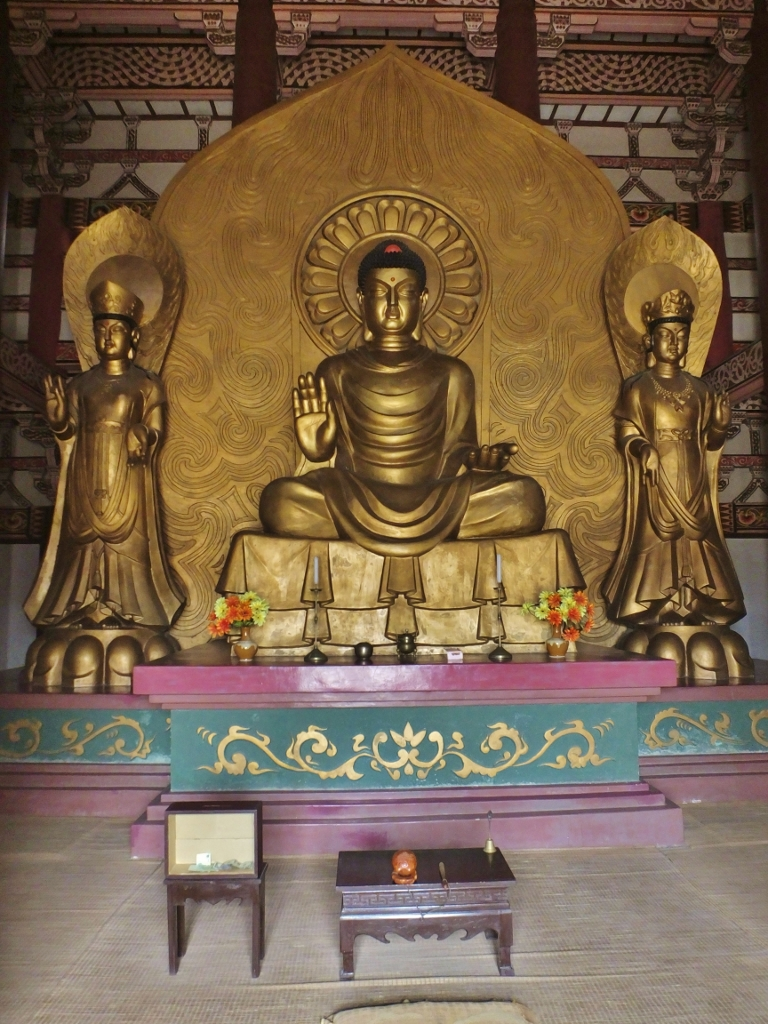
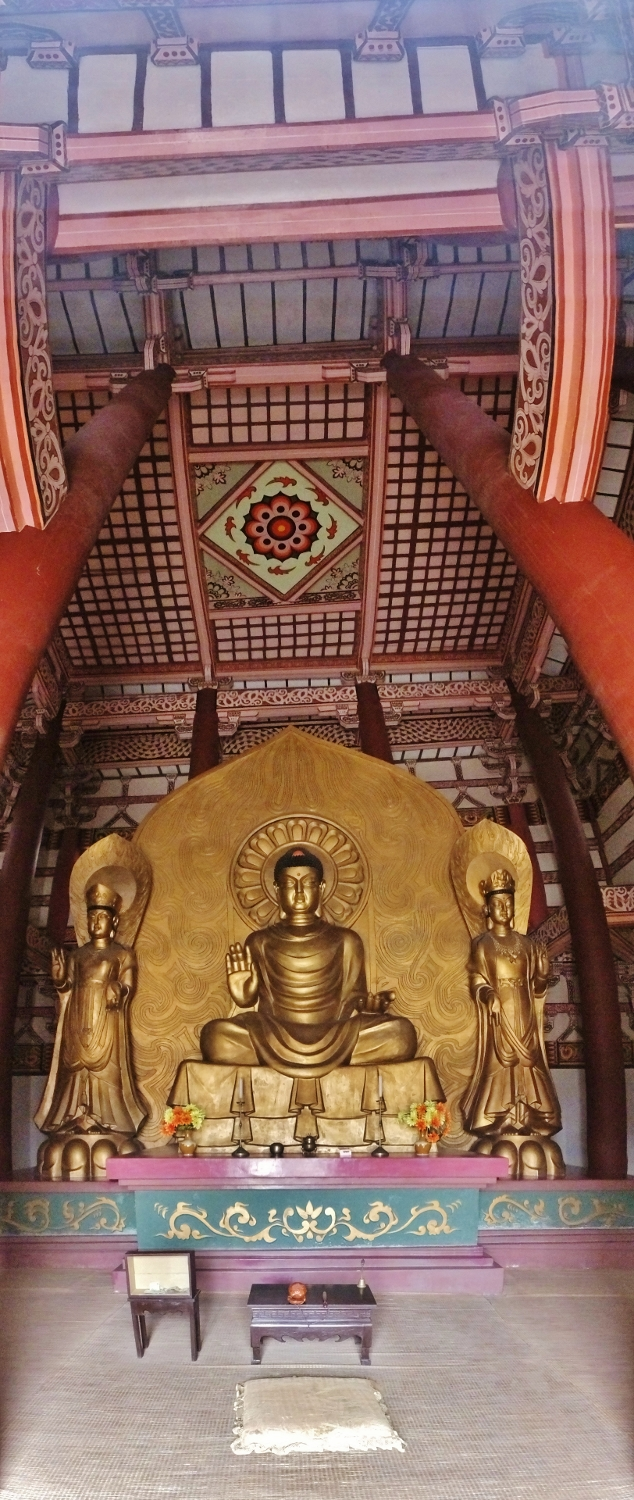
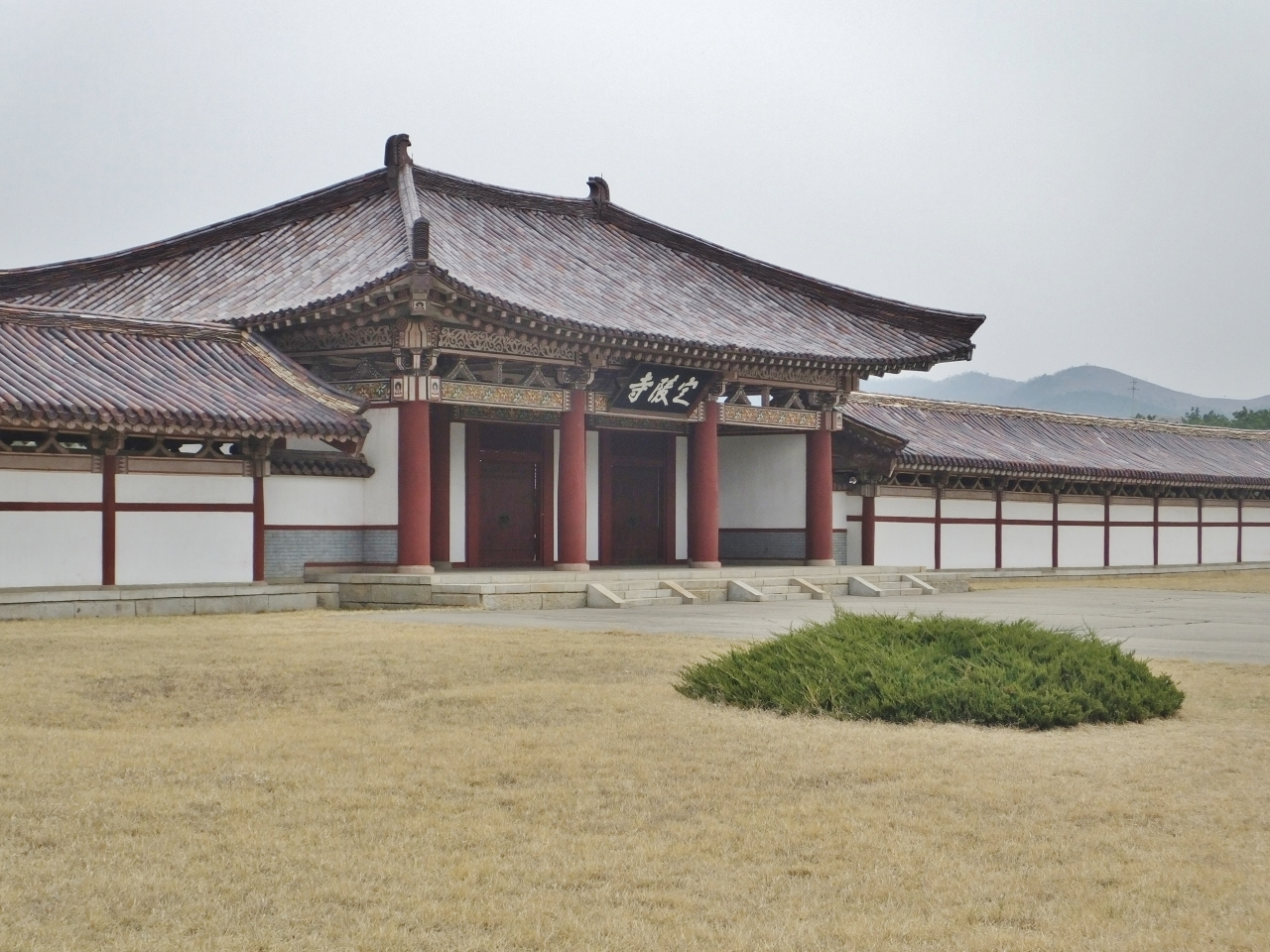
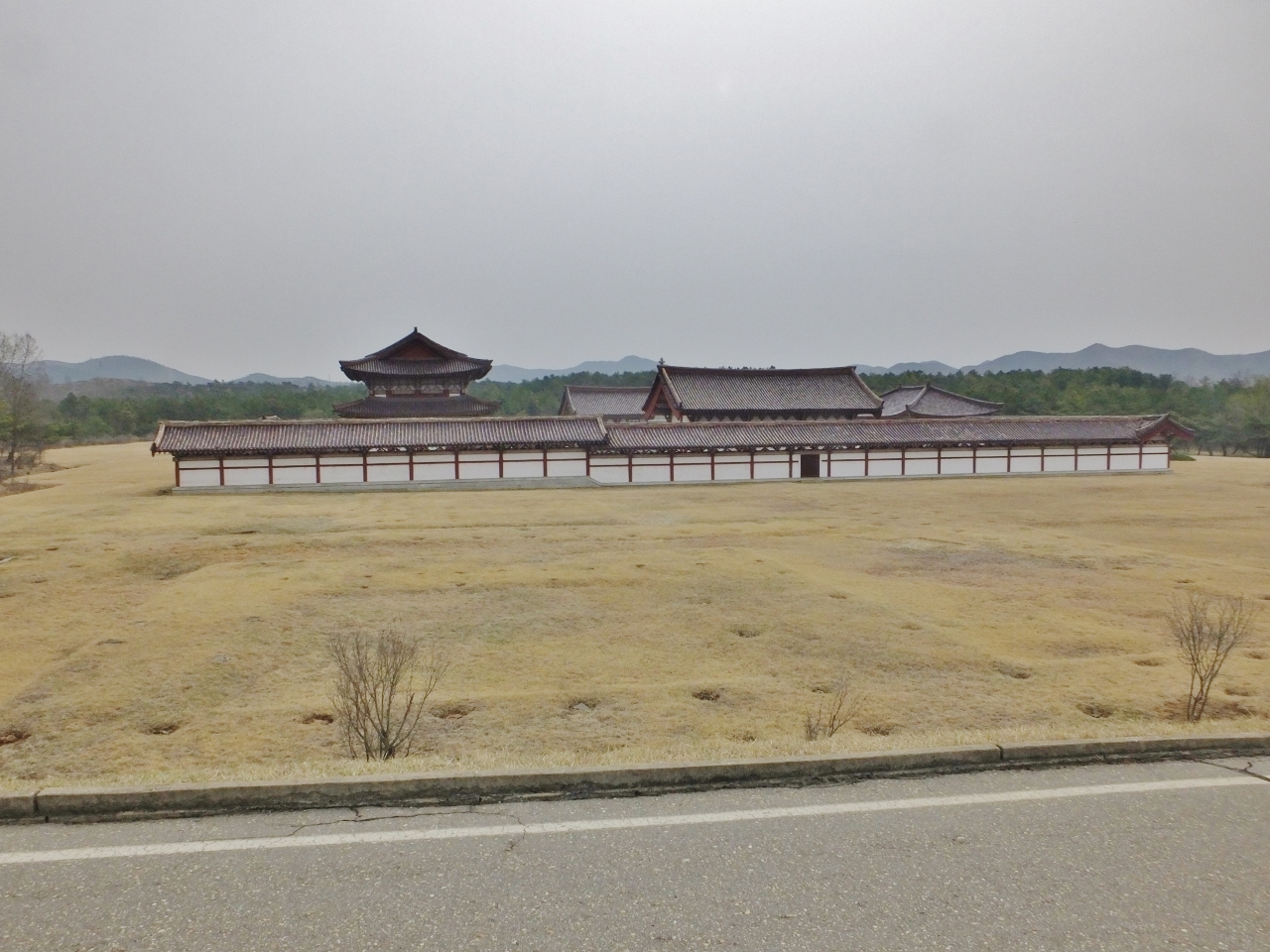
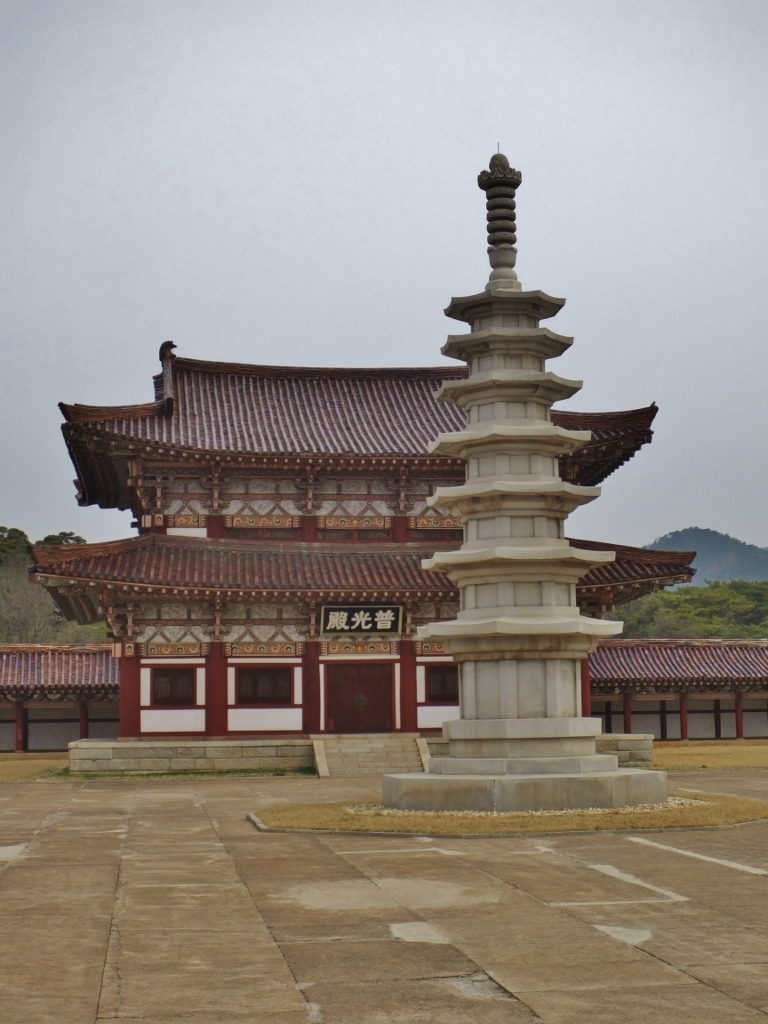
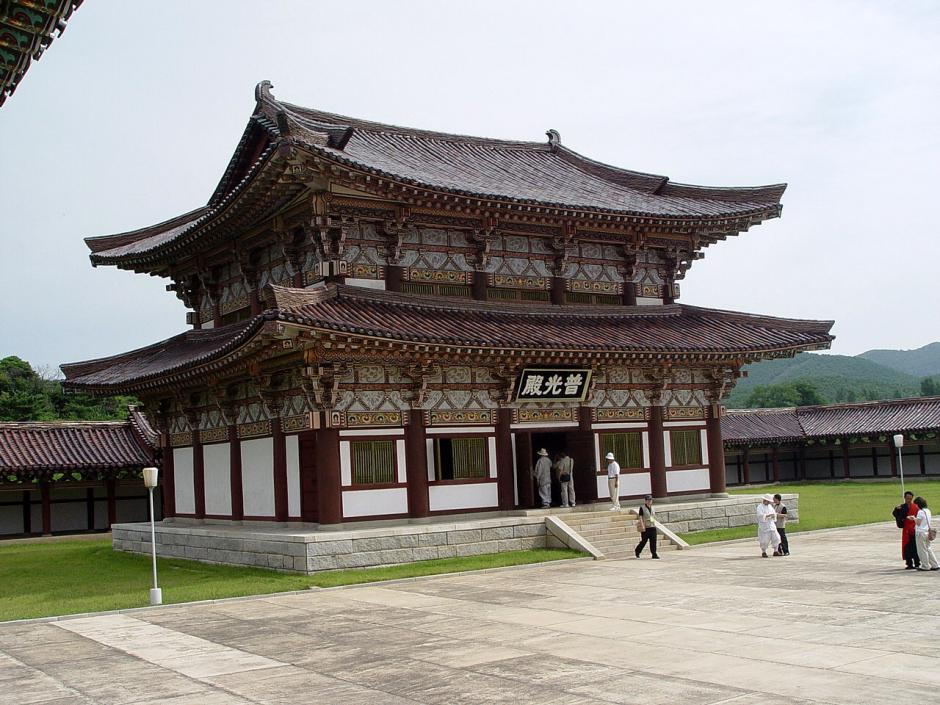